# Goera mandana
Goera mandana är en nattsländeart som beskrevs av Martin E. Mosely 1938. Goera mandana ingår i släktet Goera och familjen grusrörsnattsländor. Inga underarter finns listade i Catalogue of Life.